# Ley de Humedales Urbanos (Chile)
La Ley 21.202, modifica diversos cuerpos legales con el objetivo de proteger los humedales urbanos, más conocida como la Ley de humedales urbanos, es una ley chilena que regula los humedales en áreas urbanas. La ley pretende proporcionar un conjunto de criterios mínimos para la sostenibilidad de los humedales urbanos, salvaguardando sus características ecológicas y su funcionamiento, y para mantener el régimen hidrológico, tanto en superficie como bajo tierra.
La ley permite que el Ministerio de Medio Ambiente de Chile declare oficialmente humedales urbanos, por iniciativa propia o a petición de los municipios.

## Orígenes

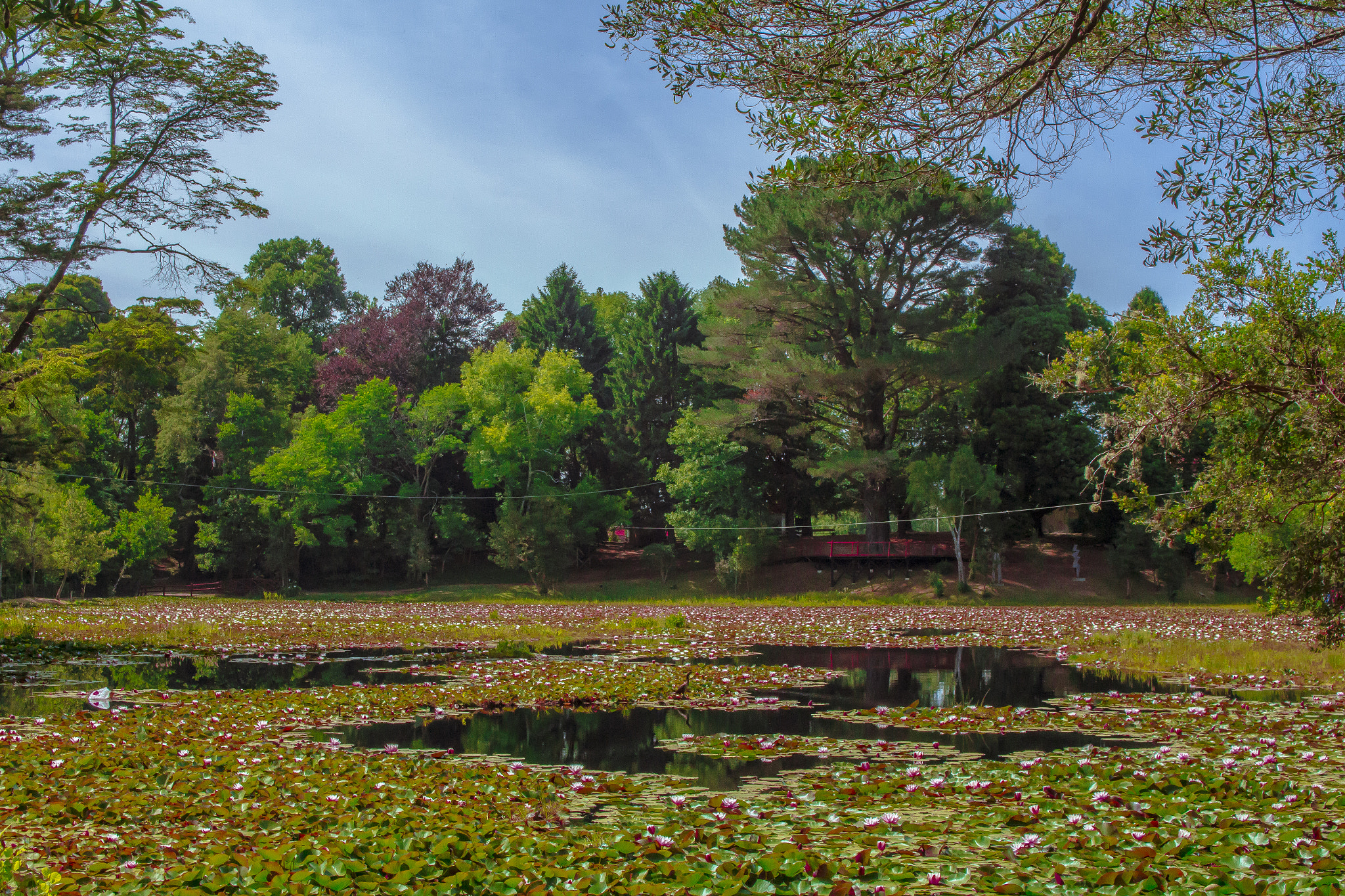
Laguna de los lotos en el Parque Saval, un humedal urbano en Valdivia.

En 2017, vecinos del Parque Krahmer en Valdivia, se organizaron para protestar contra una inmobiliaria que buscaba construir en el humedal. Frente a esta situación, parlamentarios ingresaron el proyecto de ley que fue aprobado y promulgado tres años más tarde, el 23 de enero de 2020. El reglamento que define criterios mínimos para el reconocimiento, protección y sostenibilidad de los humedales urbanos, necesario para la plena vigencia de la ley, fue promulgado durante el segundo gobierno de Sebastián Piñera y publicado en el Diario Oficial el 24 de noviembre de 2020.
La ley se construyó mediante la colaboración entre diversas organizaciones, investigadores, comunidades locales, científicos y académicos, quienes aportaron a su desarrollo. Tras su promulgación, el Senado de Chile lanzó el libro "Humedales Urbanos. Historia de una ley pionera y ciudadana", que documenta el proceso legislativo de esta importante normativa.

## Contenido
La ley define a los humendales urbanos como:

todas aquellas extensiones de marismas, pantanos y turberas, o superficies cubiertas de aguas, sean éstas de régimen natural o artificial, permanentes o temporales, estancadas o corrientes, dulces, salobres o saladas, incluidas las extensiones de agua marina, cuya profundidad en marea baja no exceda los seis metros y que se encuentren total o parcialmente dentro del límite urbano
Artículo 1º, Ley Nº 21.202

La ley modifica la Ley sobre Bases Generales del Medio Ambiente y la Ley General de Urbanismo y Construcciones, con el objetivo de poder proteger los humedales urbanos y considerarlos en sus disposiciones.
En la Ley de Bases Generales del Medio Ambiente, cualquier proyecto que involucre algún humedal urbano tendrá que ser ingresado al Sistema de Evaluación de Impacto Ambiental. Asimismo, releva el rol de los municipios de declarar sus humedales urbanos, poniendo en manos del mismo gobierno la puesta en valor y protección de este tipo de ecosistemas. Finalmente, la ley señala que los humedales urbanos deben ser incluidos al momento de hacer una planificación territorial.

## Propuesta de modificación de la ley
En septiembre de 2021, se ingresa a la Cámara de Diputados un proyecto de ley para modificar la Ley N°21.202, con el objetivo de agregar nuevos mecanismos para la solicitud de declaración de humedales urbanos, relevando la participación directa de la ciudadanía en dicho proceso, reconociendo que es un actor altamente relevante y activo en materia de conservación ambiental, en comparación al actuar de los diversos organismos del Estado.
Concretamente, la modificación propone modificar el Artículo primero de la ley, en el cual se indica 

"Artículo 1º.- Objeto. La presente ley tiene por objeto proteger los humedales urbanos declarados por el Ministerio del Medio Ambiente, de oficio o a petición del municipio respectivo (...)"
Ministerio del Medio Ambiente

incorporando que las solicitudes de declaratoria de humedales urbanos, puedan ser realizadas también por 2 organizaciones ciudadanas, 25 personas naturales u organizaciones sin fines de lucro cuyo ámbito de acción sea la protección y defensa ambiental, sustentabilidad de recursos hídricos o la protección de humedales. 

"Intercálese en el inciso primero del Artículo 1°, a continuación de la expresión “de oficio” el siguiente texto: “, a petición de a lo menos dos organizaciones ciudadanas con personalidad jurídica que tengan presencia demostrable en el territorio en el que se emplace el humedal, a través de sus representantes, o un mínimo de 25 personas naturales directamente interesadas en la protección del humedal, o de, a lo menos, una organización sin fines de lucro dedicada a la protección y defensa del medio ambiente, o a la sustentabilidad de los bienes hídricos o a la protección de los humedales " (...)"

Otro aspecto relevante del proyecto de ley, es que propone modificar el plazo de respuesta del Ministerio del Medio Ambiente, disminuyendo de 6 a 3 meses. 
Al año 2025, la propuesta aún se encuentra en segundo trámite constitucional en el Senado, desde el 12 de abril de 2023.

## Listado de humedales urbanos Chile

### Región de Valparaíso
En la región de Valparaíso se pueden hallar los siguientes humedales urbanos:
| Nombre                                            | Comuna(s)             |
| ------------------------------------------------- | --------------------- |
| Humedal Los Maitenes - Campiche                   | Puchuncaví            |
| Humedal Quirilluca                                | Puchuncaví            |
| Humedal Reserva natural municipal Piedras Blancas | Limache               |
| Estero de Litre                                   | La Calera             |
| Estero Quilpué, sector Quilpué                    | Quilpué               |
| Humedal Macaya                                    | Quillota              |
| Tranque cerro La Huinca                           | Limache               |
| Canal Waddington en Cerro La Huinca               | Limache               |
| Humedal cerro Agua Salada                         | Papudo                |
| Humedal Mantagua                                  | Quintero              |
| Estero El Jote de Quintay                         | Casablanca            |
| Entre Cerros                                      | Viña del Mar          |
| Humedal El Totoral                                | Viña del Mar          |
| Sistema laguna y estero Cartagena                 | Cartagena             |
| El Membrillo, Estero el Yugo                      | Algarrobo             |
| Laguna y Estero Catapilco                         | Zapallar - Puchuncaví |
| Desembocadura del Río Aconcagua                   | Concon - Quintero     |